# Ủy ban Chữ thập đỏ quốc tế
Ủy ban Chữ thập đỏ quốc tế (viết tắt là ICRC theo tiếng Anh Internationally Committee of the Red Cross hoặc CICR theo tiếng Pháp Comité international de la Croix-Rouge) là một phần của Phong trào Chữ thập đỏ – Trăng lưỡi liềm đỏ quốc tế với tổng hành dinh ở Genève.
Được thành lập năm 1863, tổ chức hoạt động trên toàn thế giới để cung cấp trợ giúp nhân đạo cho những người bị ảnh hưởng bởi xung đột và bạo lực vũ trang và thúc đẩy pháp luật bảo vệ nạn nhân của chiến tranh. Một tổ chức độc lập và trung lập, nhiệm vụ của họ bắt nguồn chủ yếu từ các Công ước Geneva năm 1949.Có trụ sở tại Geneva, Thụy Sĩ, có khoảng 12.000 thành viên tại 80 quốc gia, chủ yếu được tài trợ bởi sự đóng góp tự nguyện từ các chính phủ và từ các quốc gia hội Chữ thập đỏ và Trăng lưỡi liềm đỏ. Mục đích duy nhất của họ là nhân đạo, dựa trên các nguyên tắc căn bản vô tư. Kể từ khi thành lập vào năm 1863,
mục tiêu duy nhất của ICRC là đảm bảo, bảo vệ và hỗ trợ cho các nạn nhân của các cuộc xung đột vũ trang. Thông qua hành động trực tiếp của nó trên toàn thế giới, cũng như bằng cách khuyến khích sự phát triển của luật nhân đạo quốc tế) và thúc đẩy sự tôn trọng cho các chính phủ và tất cả các người mang vũ khí.
Là tổ chức nhân đạo chủ nghĩa lớn nhất trên thế giới hoạt động với mục đích bảo vệ sự sống và sức khỏe con người, giúp đỡ những người bị thương trong các cuộc xung đột vũ trang, không phân biệt quốc tịch,dân tộc, tôn giáo tín ngưỡng, giai cấp hay quan điểm chính trị

## Lịch sử

### Solferino, Henry Dunant và sự ra đời của ICRC
Cho đến giữa thế kỷ thứ 19, không có hệ thống điều dưỡng quân đội có tổ chức và được thiết lập tốt cho thương vong cũng như không có các cơ sở an toàn và được bảo vệ để tiếp nhận và điều trị những người bị thương trên chiến trường. Vào tháng 6 năm 1859, doanh nhân Thụy Sĩ Henry Dunant đến Ý để gặp hoàng đế Pháp Napoléon III với ý định thảo luận về những khó khăn trong việc tiến hành kinh doanh ở Algeria, lúc đó đang bị Pháp chiếm đóng. Khi đến thị trấn Solferino nhỏ của Ý vào tối ngày 24 tháng 6, anh đã chứng kiến hậu quả của Trận Solferino, một cuộc giao tranh trong Chiến tranh giành độc lập của Ý lần thứ hai. Chỉ trong một ngày, khoảng 40.000 binh sĩ của cả hai bên đã chết hoặc bị thương trên chiến trường. Henry Dunant đã bị sốc bởi hậu quả khủng khiếp của trận chiến, sự đau khổ của những người lính bị thương, và gần như hoàn toàn không có sự tham gia y tế và chăm sóc cơ bản. Anh ấy hoàn toàn từ bỏ ý định ban đầu của chuyến đi và trong nhiều ngày, anh ấy đã dành hết sức mình để giúp chữa trị và chăm sóc những người bị thương. Ông đã thành công trong việc tổ chức một mức độ hỗ trợ cứu trợ vượt trội bằng cách thúc đẩy người dân địa phương viện trợ mà không phân biệt đối xử. Trở về nhà của mình ở Geneva, ông quyết định viết một cuốn sách mang tên Ký ức về Solferino mà ông đã xuất bản bằng tiền của mình vào năm 1862. Ông đã gửi các bản sao của cuốn sách cho các nhân vật chính trị và quân sự hàng đầu trên khắp châu Âu. Ngoài việc viết một mô tả sống động về những trải nghiệm của mình ở Solferino năm 1859, ông còn chủ trương rõ ràng việc thành lập các tổ chức cứu trợ tình nguyện quốc gia để giúp đỡ các thương binh trong trường hợp chiến tranh. Ngoài ra, ông kêu gọi xây dựng các điều ước quốc tế để đảm bảo tính trung lập và bảo vệ những người bị thương trên chiến trường cũng như các bác sĩ và bệnh viện dã chiến.